# Рубежок
Рубежок (рос. Рубежок) — присілок в Струго-Красненському районі Псковської області Російської Федерації.
Населення становить 5 осіб. Входить до складу муніципального утворення Новосельська волость.

## Історія
Від 2015 року входить до складу муніципального утворення Новосельська волость.

## Населення
| 2001 | 2002 | 2010 | 2011 |
| ---- | ---- | ---- | ---- |
| 11   | ↘9   | ↘2   | ↗5   |